# Peter Boettke
Peter J. Boettke (New Jersey, 1960) es un economista estadounidense afiliado a la escuela austríaca de economía. 

## Biografía y carrera
Boettke nació en Rahway, New Jersey, hijo de Fred y Elinor Boettke y permaneció allí hasta que se mudó a Pensilvania para asistir al Thiel college en Greenville y más tarde al Grove City College. Se interesó por la economía allí cuando tomó un curso impartido por Hans Sennholz. Después de completar su B.A. (1983) en economía en Grove City, Boettke asistió a la George Mason University donde obtuvo su M.A. (1987) y su doctorado (1989) en economía.
Después de recibir su doctorado, Boettke enseñó en varias escuelas, incluyendo Oakland University, Manhattan College, and New York University. En 1998 regresó a la George Mason University como profesor. En 2004, fue nombrado Hayek Fellow en la London School of Economics. También fue profesor de Charles University / Georgetown University American Institute for Political and Economic Studies en Praga e investigador visitante en la Hoover Institution sobre guerra, revolución y paz en la Stanford University.
Boettke es Director del Centro James M. Buchanan para la Economía Política en la George Mason University donde es profesor de economía. Es también investigador senior en el Mercatus Center. Hasta 2007, Boettke tuvo la posición de Director de estudios de doctorado en economía en la George Mason. Es también editor en jefe del Review of Austrian Economics. Es también entrenador del equipo de baloncesto de secundaria de Robinson, en Fairfax, Virginia.
Vive en Fairfax, Virginia con su esposa Rosemary y sus dos hijos, Matthew y Stephen.

## Anarquismo analítico
Anarquismo analítico es el nombre dado por Peter Boettke, a la economía política positiva del anarquismo, o anarquismo desde el punto de vista económico, en la tradición libertaria de Hacia una nueva libertad de Murray Rothbard (1973) y de La maquinaria de la libertad de David Friedman (1973). Boettke sostiene que el anarquismo analítico se ha desarrollado a partir de esta tradición y actualmente es continuado por economistas como Peter Leeson, Edward Stringham, y Christopher Coyne. Estos profesores están relacionados al Mercatus Center y a la facultad de economía de la Universidad George Mason.

## Libros

### Como autor
- The Political Economy of Soviet Socialism: The Formative Years, 1918-1928 (Kluwer, 1990) ISBN 0-7923-9100-4.
- Why Perestroika Failed: The Economics and Politics of Socialism Transformation (Routledge, 1993) ISBN 0-415-08514-4.
- Calculation and Coordination: Essays on Socialism and Transitional Political Economy (Routledge, 2001) ISBN 0-415-77109-9.
- The Economic Way of Thinking with Heyne and Prychitko (Prentice Hall, 2005) ISBN 0-13-154369-5.
- Aligica, Paul Dragos; Boettke, Peter (2009). Challenging Institutional Analysis and Development: The Bloomington School. Routledge. ISBN 978-0-415-77820-6.

### Como editor
- Market Process: Essays in Contemporary Austrian Economics. Edward Elgar, 1994.
- The Collapse of Development Planning. New York University Press, 1994.
- The Elgar Companion to Austrian Economics. Elgar, 1994
- The Market Process, 2 volúmenes. Elgar, 1998
- The Legacy of F. A. Hayek: Politics, Philosophy, Economics, 3 volúmenes. Edward Elgar, 1999
- Socialism and the Market: The Socialist Calculation Debate Revisited, 9 volúmenes. Routledge, 2000.
- The Economic Role of the State (ed. with Peter Leeson). Cheltenham: Edward Elgar, bajo contrato.
- The Legacy of Ludwig von Mises: Theory and History, ed. with Peter Leeson. 2 volúmenes. Aldershot: Edward Elgar, 2006. ISBN 978-1840644029
- The Economic Point of View, the first volume of Israel Kirzner's Collected Works, editado junto con Frederic Sautet y publicado por Liberty Fund, diciembre de 2009.
- Handbook On Contemporary Austrian Economics, Edward Elgar, 2010.
- Market Theory and the Price System, the second volume of Israel Kirzner's Collected Works, editado junto con Frederic Sautet y publicado por Liberty Fund, mayo de 2011.
- Essays on Capital and Interest, the third volume of Israel Kirzner's Collected Works, editado junto con Frederic Sautet y publicado por Liberty Fund, junio de 2012.